# Afganistan na Letnich Igrzyskach Olimpijskich 1980
Afganistan na XXIII Letnich Igrzyskach Olimpijskich w Moskwie reprezentowała ekipa licząca 11 mężczyzn.
Był to 7. start Afganistanu na letnich igrzyskach olimpijskich (poprzednie to 1936, 1948, 1956, 1960, 1964, 1968, 1972).

## Reprezentanci

### Zapasy
- waga piórkowa, grecko-rzymska: Ghulam Sanay – odpadł w eliminacjach
- waga lekka, grecko-rzymska: Sakhidad Hamidi – odpadł w eliminacjach
- waga pyłkowa lekka: Mohammad Aktar – odpadł w eliminacjach
- waga pyłkowa: Mohammad Aynutdin – odpadł w eliminacjach
- waga kogucia: Mohammad Halilula – odpadł w eliminacjach
- waga półśrednia: Khojawahid Zahediego – odpadł w eliminacjach
- waga średnia: Ahmadjan Khasan – odpadł w eliminacjach
- waga półciężka: Ibrahim Shudzandin – odpadł w eliminacjach

### Boks
- waga kogucia: Ahmad Nesar – zajął 17-33. miejsce
- waga piórkowa: Esmail Mohammad – zajął 17-33. miejsce
- waga lekka: Rabani Ghulam – zajął 17-33. miejsce